# 広島ドラゴンフライズ
広島ドラゴンフライズ（ひろしまドラゴンフライズ、英: Hiroshima Dragonflies）は、広島県広島市をホームタウンとするプロバスケットボールチーム。運営法人は株式会社広島ドラゴンフライズ。2013年に創設され、現在はB1リーグの西地区に所属している。

## 概要
ホームタウンは広島県広島市で、運営会社は株式会社広島ドラゴンフライズ。広島東洋カープ、サンフレッチェ広島に次ぐ、広島第3のプロスポーツとして誕生した。中国・四国地方から初めてNBLに参加したチームで、2014-15シーズンから3シーズンはNBLに参加した後、2016-17シーズンからBリーグに参加している。
チーム名の「ドラゴンフライ(Dragonfly＝トンボ)」は、廿日市市の厳島（安芸の宮島）でのみ生息する「ミヤジマトンボ」が由来。バスケットボールのジャンプするプレーとトンボが飛ぶ生態と重ね合わせ、またトンボの前のみに進む生態が戦国時代から「勝ち虫」と呼ばれ、縁起が良い虫とされていることから採用した。
チームカラーは、メインが「朱色」サブが「青色」で、それぞれ宮島にある厳島神社大鳥居と瀬戸内海をイメージしている。初代ロゴは、ミヤジマトンボおよび攻守を表現する"剣"と"楯"をデザインしていた。2022年7月1日、新たなロゴへのリニューアルを発表。クラブ名の由来でもある「ミヤジマトンボ」が、上に向かっていく姿をモチーフとしている。また、ロゴにはチーム名の英語表記の頭文字「HDF」を落とし込んだデザインになっている。
ホームゲームは西区商工センターの広島サンプラザホールをメインに各地で開催する（詳細は#ホームアリーナ参照）。クラブハウス・練習拠点は廿日市市のドラフラベース。運営会社事務所は西区草津にあり、オフィシャルショップを併設している。事務所やホームアリーナは広島市にあるが、下記設立経緯やクラブハウス所在地、必勝祈願を厳島神社で行うなど、廿日市市とも関係深い。

### ユニフォームスポンサー （2025-26シーズン）
- サプライヤー：Champion
- 前面：マツダ（左肩）、NOVAランゲージカンパニー（中央）
- 背面：マリモホールディングス（背番号上部）
- パンツ：国連ユニタール協会広島事務所（右前腰部）、H・R・Dエンジニア（右前太もも）、吉野石膏（左前上）、ニチアス（左前下）、みやび個別指導学院（左後ろ）

2014-15年シーズン当初はスポンサーは入っておらず、シーズン途中からとなった。このほかのスポンサーは、パートナー参照。

### ユニフォームサプライヤー
- 2016年 - 2017年 : UPSET
- 2017年 - 2019年 : basketball junky
- 2019年 - 2020年 : ZHOUKA
- 2020年 - 現在 : Champion[12]

### 歴代ユニフォーム
| HOME      | HOME      | HOME      | HOME      | HOME      |
| --------- | --------- | --------- | --------- | --------- |
| 2017 - 18 | 2018 - 19 | 2019 - 20 | 2020 - 21 | 2021 - 22 |
| 2022 - 23 | 2023 - 24 | 2024 - 25 | 2025 - 26 |           |
|           |           |           |           |           |

| AWAY      | AWAY      | AWAY      | AWAY      | AWAY      |
| --------- | --------- | --------- | --------- | --------- |
| 2017 - 18 | 2018 - 19 | 2019 - 20 | 2020 - 21 | 2021 - 22 |
| 2022 - 23 | 2023 - 24 | 2024 - 25 | 2025 - 26 |           |
|           |           |           |           |           |

| Other         | Other         | Other         | Other         | Other         |
| ------------- | ------------- | ------------- | ------------- | ------------- |
| 2017 - 18 3rd | 2018 - 19 3rd | 2019 - 20 3rd | 2020 - 21 3rd | 2021 - 22 3rd |
| 2022 - 23 3rd | 2023 - 24 3rd | 2024 - 25 3rd | 2025 - 26 3rd |               |
|               |               |               |               |               |

### チアリーディングチーム
- FLY GIRLS

リーグ参入と同時に発足した専属のチアリーディングチーム。広島のダンススクール”FLEX”の生徒で構成され、ホームゲームでの応援の他、チームの地域貢献および情報発信の一端を担う存在であるとしている。

### アリーナMC/DJ
- 渡部裕之
- 吉田峻
- 江本一真

### マスコット
- モヒカンアビィ

広島県県鳥である「アビ」をモチーフとしている。

### メディア

#### 紙/ネット媒体
- 中国新聞スポーツ情報（中国新聞）
- ひろスポ！

#### テレビ放送
- 翔べ!ドラゴンフライズ（中国放送）月曜22:57 - 23:00
- ひろしま満点ママ!!（2021年3月 - 、テレビ新広島）隔週月曜コメンテーター 朝山正悟
- テレビ派（2021年4月 - 、広島テレビ）毎週月曜コメンテーター 朝山正悟

### ホームアリーナ
ホームアリーナは広島サンプラザホール。過去には山口県内にも試合会場を設けていた。この中にはサンプラザも含め固定席収容数5,000人を超えるアリーナはなく、下記記載の収容人数はそれぞれの施設が公表する固定席分のみで、試合当日は可動席を設けるアリーナもある。
また新アリーナの計画を進めており、浦社長は「広島ドラゴンフライズとバスケットボールのためだけの専用アリーナではなく、『広島らしさ』が詰まったコンセプト・スキームを持った広島の新たなアイコンになるべく、世界をリードする新たなアリーナビジネスモデルを追求していきたい」　「アジアや世界からトップコンテンツを呼び込める場所を目指したい」「立地の理想は広島駅の近く」「理想はアメリカニューヨークのマディソン・スクエア・ガーデン」等と述べている。

#### NBL
| ホームアリーナ                              | ホームアリーナ         | 収容 数(人)            | 会場別試合数 | 会場別試合数 |
| ホームアリーナ                              | ホームアリーナ         | 収容 数(人)            | 14-15        | 15-16        |
| 広島サンプラザホール                        | 西区                   | 3,040                  | 16           | 15           |
| 東区スポーツセンター                        | 東区                   | 1,002                  | 4            | 5            |
| 廿日市市スポーツセンター サンチェリー       | 廿日市市               | 768                    | -            | 2            |
| 呉市総合体育館                              | 呉市                   | 1,922                  | 1            | 1            |
| 東広島運動公園体育館                        | 東広島市               | 1,384                  | 2            | 2            |
| 福山市緑町公園屋内競技場 ローズアリーナ     | 福山市                 | 2,540                  | -            | 2            |
| 広島県立びんご運動公園 健康スポーツセンター | 尾道市                 | 1,500                  | 2            | -            |
| キリンビバレッジ 周南総合スポーツセンター   | 周南市                 | 2,251                  | 2            | -            |
| ホームゲーム試合数合計                      | ホームゲーム試合数合計 | ホームゲーム試合数合計 | 27           | 27           |

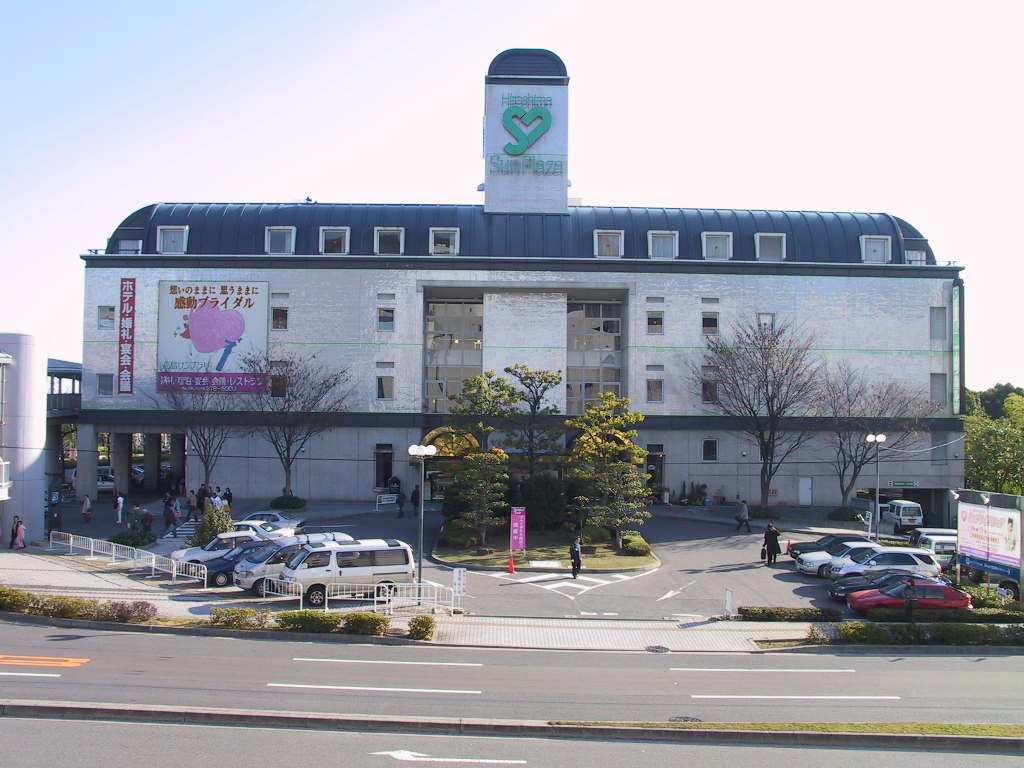
広島サンプラザホール
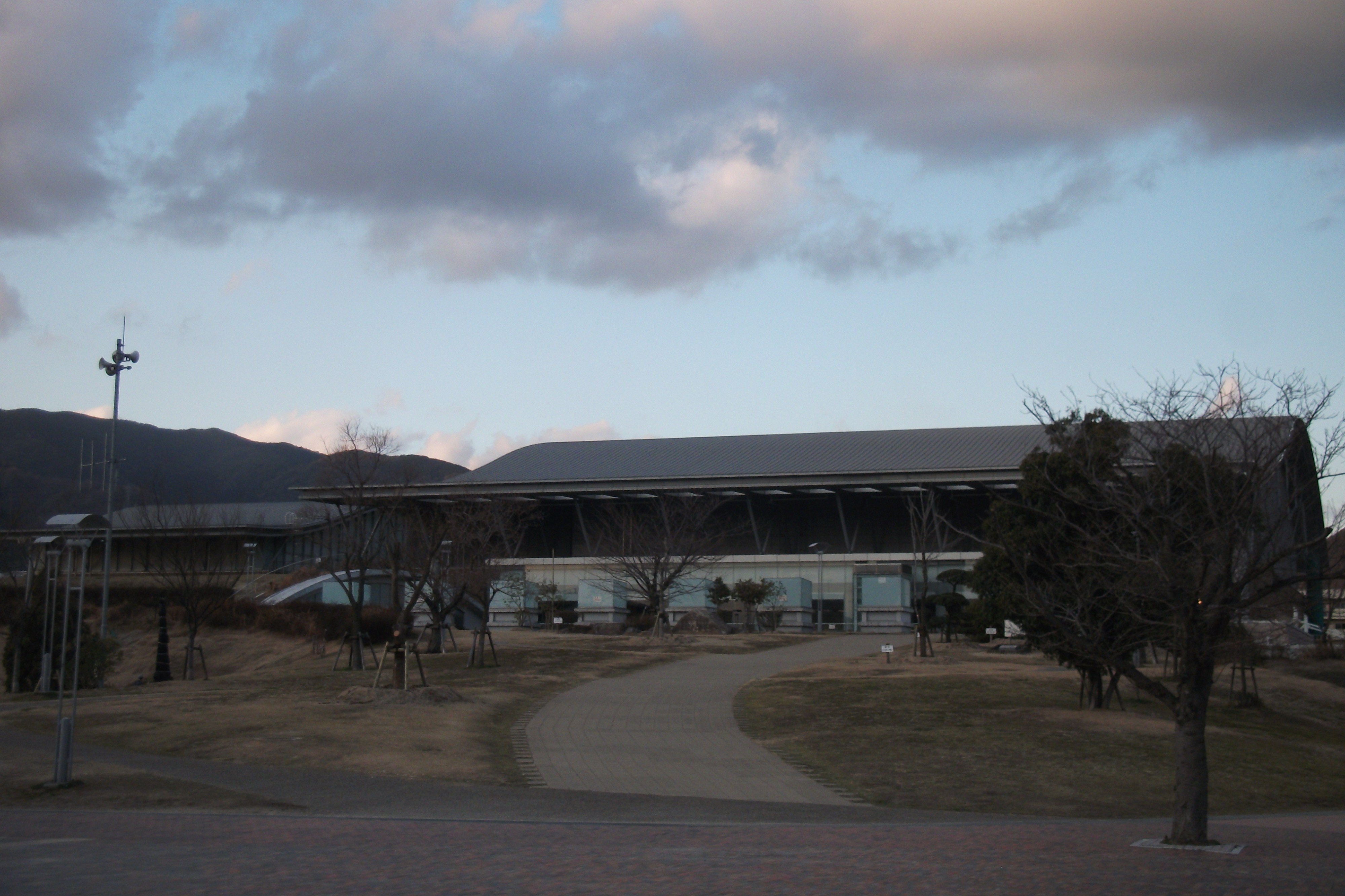
呉市総合体育館
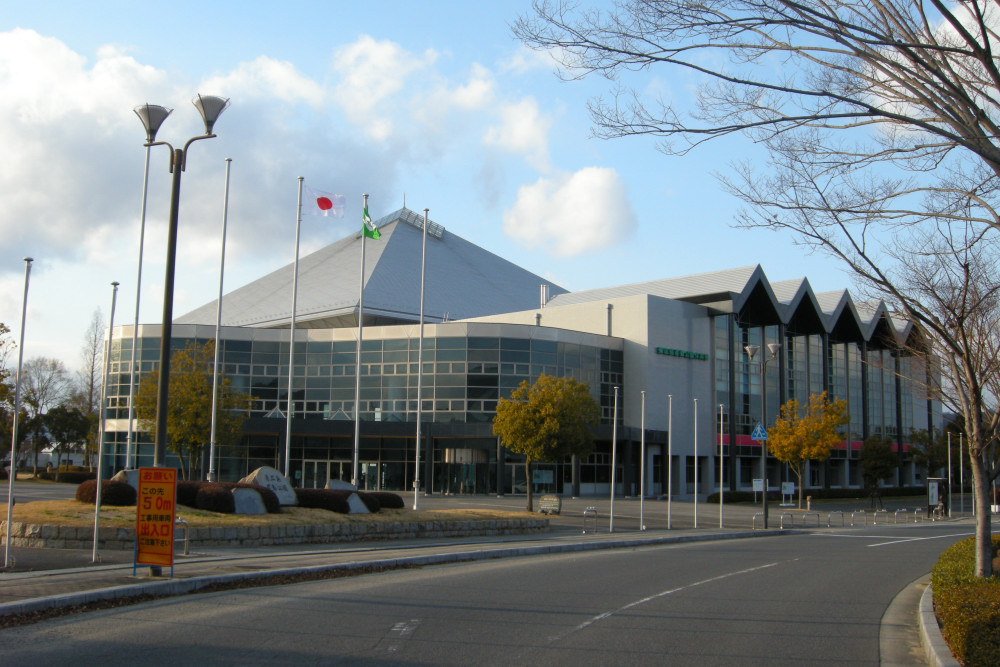
東広島運動公園体育館
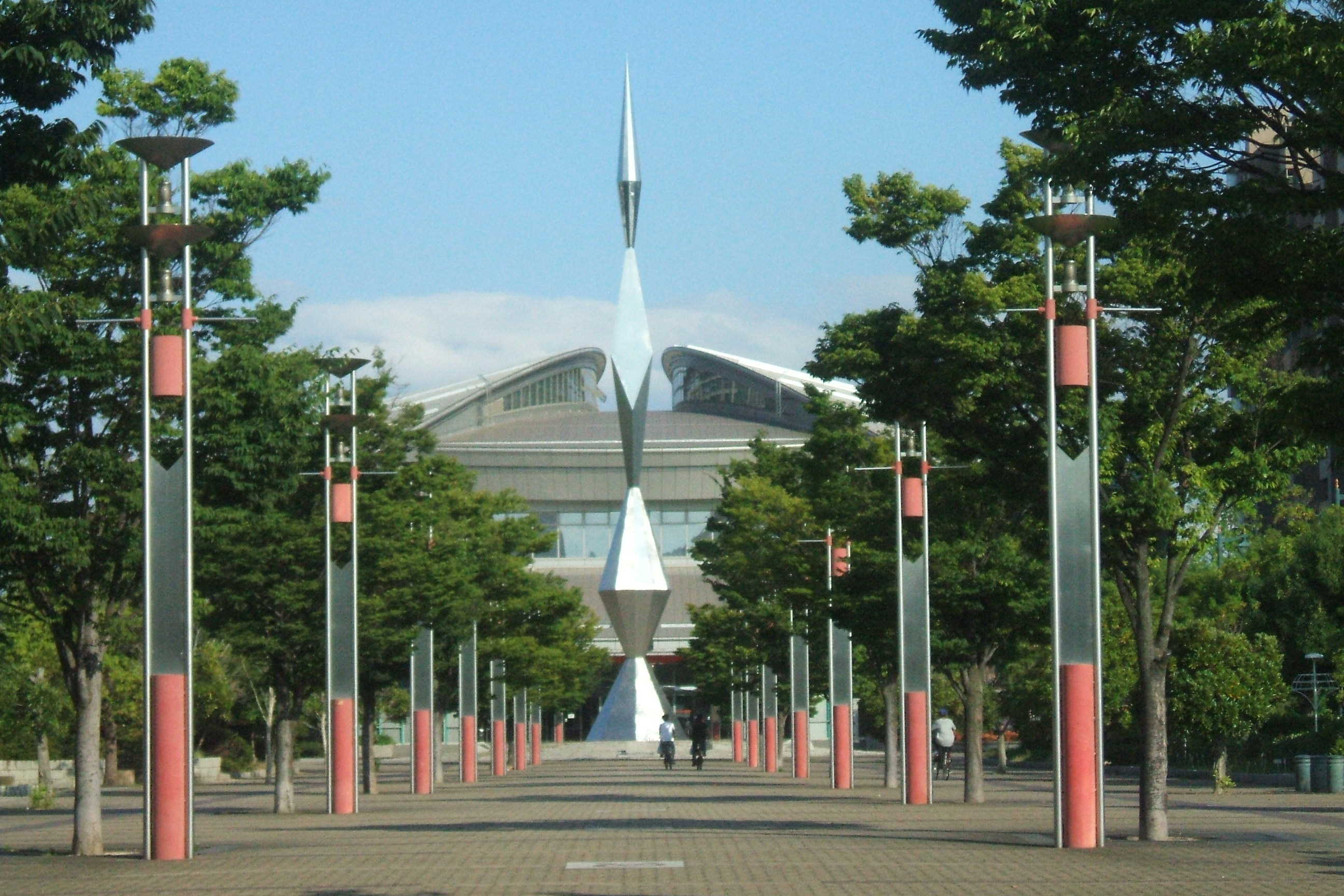
福山市緑町公園屋内球技場
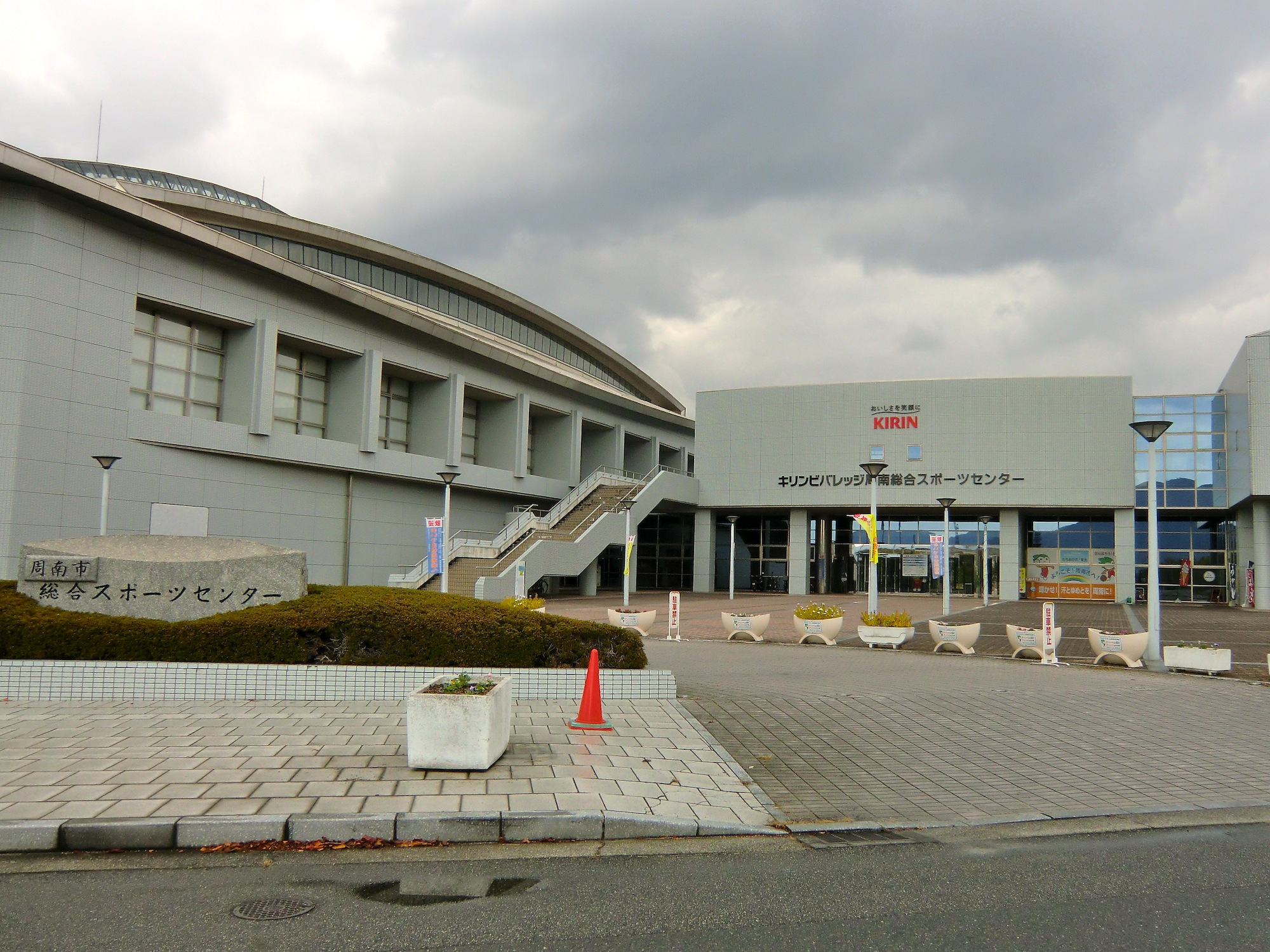
キリンビバレッジ周南総合スポーツセンター

#### B.LEAGUE
| ホームアリーナ                            | ホームアリーナ         | 会場別試合数 | 会場別試合数 | 会場別試合数 | 会場別試合数 | 会場別試合数 | 会場別試合数 | 会場別試合数 | 会場別試合数 |
| ホームアリーナ                            | ホームアリーナ         | 16-17        | 17-18        | 18-19        | 19-20        | 20-21        | 21-22        | 22-23        | 23-24        |
| 広島サンプラザホール                      | 西区                   | 22           | 23           | 21           | 15(21)       | 21(22)       | 20(22)       | 24(25)       | 24           |
| マエダハウジング 東区スポーツセンター     | 東区                   | -            | 1            | 1            | 3            | -            | -            | -            | -            |
| 広島グリーンアリーナ                      | 中区                   | -            | -            | -            | -            | 2            | 2            | -            | 4            |
| シシンヨーオークアリーナ                  | 呉市                   | 2            | 2            | 2            | 2            | -            | -            | -            | -            |
| 東広島運動公園体育館                      | 東広島市               | 2            | 2            | 2            | 2            | -            | -            | -            | -            |
| 福山ローズアリーナ                        | 福山市                 | 2            | -            | 4            | 2            | -            | -            | -            | -            |
| エフピコアリーナふくやま                  | 福山市                 | -            | -            | -            | -            | 6            | 6            | 5            | 2            |
| 広島県立みよし公園アリーナ                | 三次市                 | -            | 2            | -            | -            | -            | -            | -            | -            |
| キリンビバレッジ 周南総合スポーツセンター | 周南市                 | 2            | -            | -            | -            | -            | -            | -            | -            |
| ホームゲーム試合数合計                    | ホームゲーム試合数合計 | 30           | 30           | 30           | 24(30)       | 29(30)       | 28(30)       | 29(30)       | 30           |

括弧内は開催予定だった試合数

## 歴史

### 創設

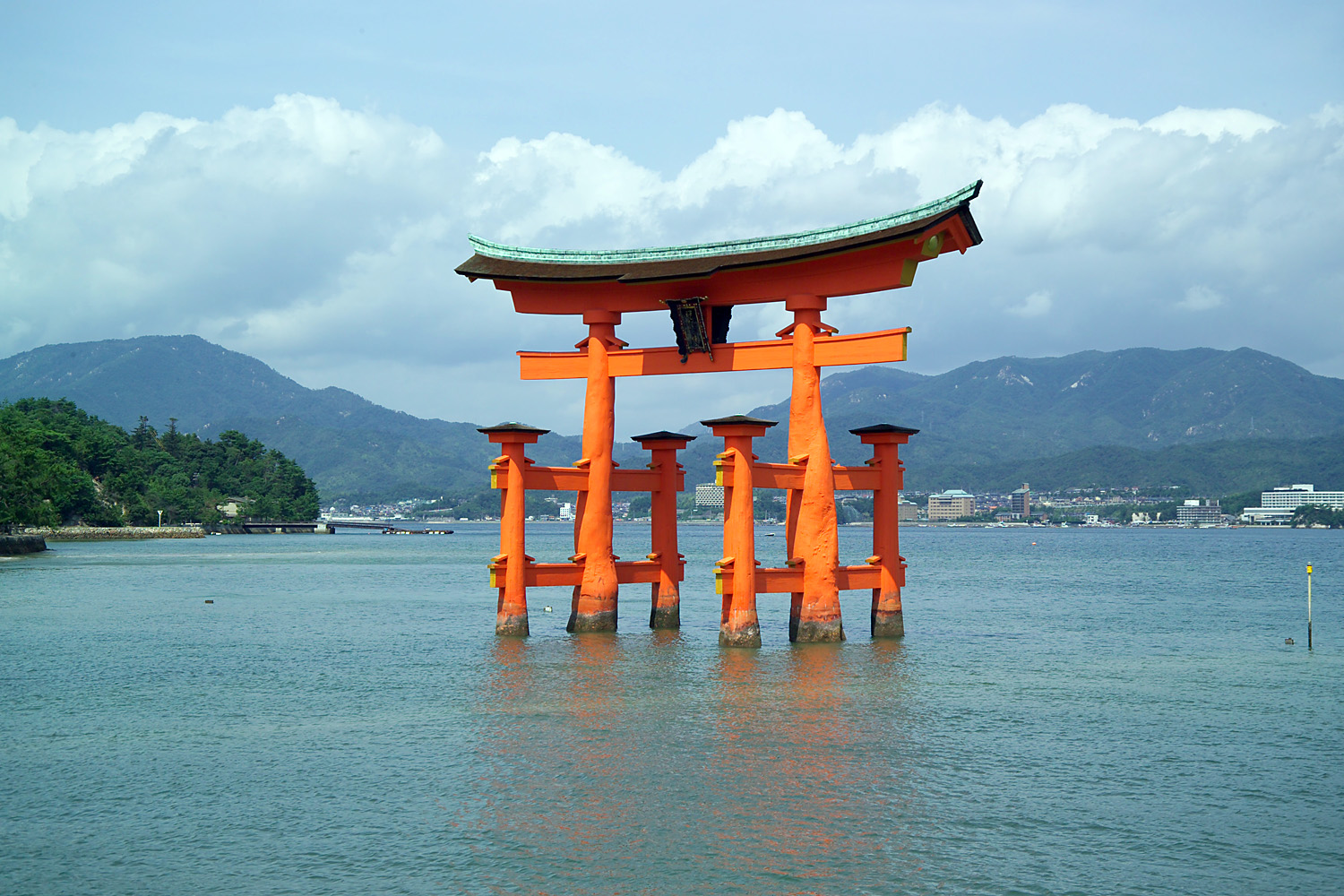
チームカラーの元となった厳島神社大鳥居と瀬戸内の海

広島県では、2003年にW1リーグの広島銀行ブルーフレイムズが廃部して以降、全国的なリーグに参加するチームはなかった。2006年に広島が会場の一つとなった世界選手権が開催され、広島県バスケットボール協会（県協会）はこれを以降の競技興隆に活かそうと模索していたところ、2013年4月2日、廿日市市でスポーツ用品通信販売会社を経営する清水敬司が中心となって「バスケットボールトップリーグ"NBL"に所属するプロチームを広島に立ち上げる会」が発足。同会は県協会のサポートを受けたうえで、7月にNBL参入を申請し、8月に参入が決定した。同月、チーム名を「広島ドラゴンフライズ」に決定。10月に運営会社を設立し、清水が球団専務、県協会副会長・専務理事の伊藤信明が社長に就任した。
初代ヘッドコーチ（HC）に佐古賢一（祖母が大竹市出身）、アシスタントコーチ（AC）に大野篤史が就任。彼らを起用したGM西明生はシーズン開幕前の2014年7月に退任し、社長の伊藤がGM兼任となったが、2014-15シーズン中に佐古がHC兼任でGMを担当している。
バスケにはあまり馴染みがない土地柄で、設立当初から営業面に問題を抱え、経営は綱渡りが続いた。スポンサー契約交渉も難航し、メインスポンサーどころかユニフォームスポンサーのないままNBL開幕を迎える。ユニフォームに関してはシーズン中である2014年12月から入るようになったほどである。また練習場所を確保するのも当初は四苦八苦し、県内の体育館を転々とした。地域密着を掲げ、あらゆるファンサービスを実施しながら、1人ひとりファンを獲得していく毎日だった。試合会場も観客が1,000人に満たない試合が続いた。今後始まる予定のJPBL加入に向け、営業強化を目的として経営陣一新が決定し、2015年3月に社長の伊藤や専務の清水含め取締役3人が辞任し、新社長として元広島県信用農業協同組合連合会幹事でドラゴンフライズ顧問であった岸房康行が就任した。

### NBL

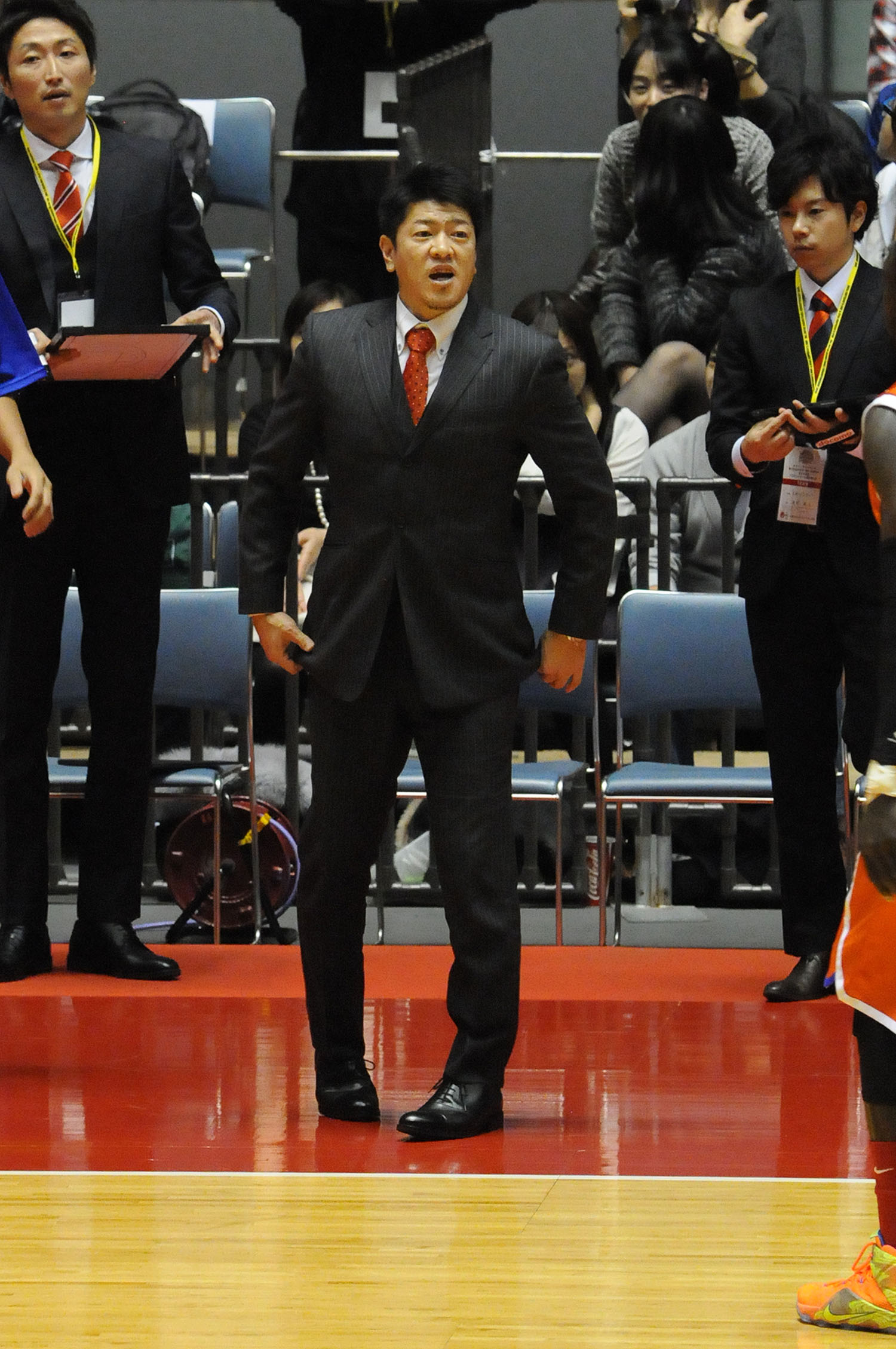
佐古賢一HC兼GM

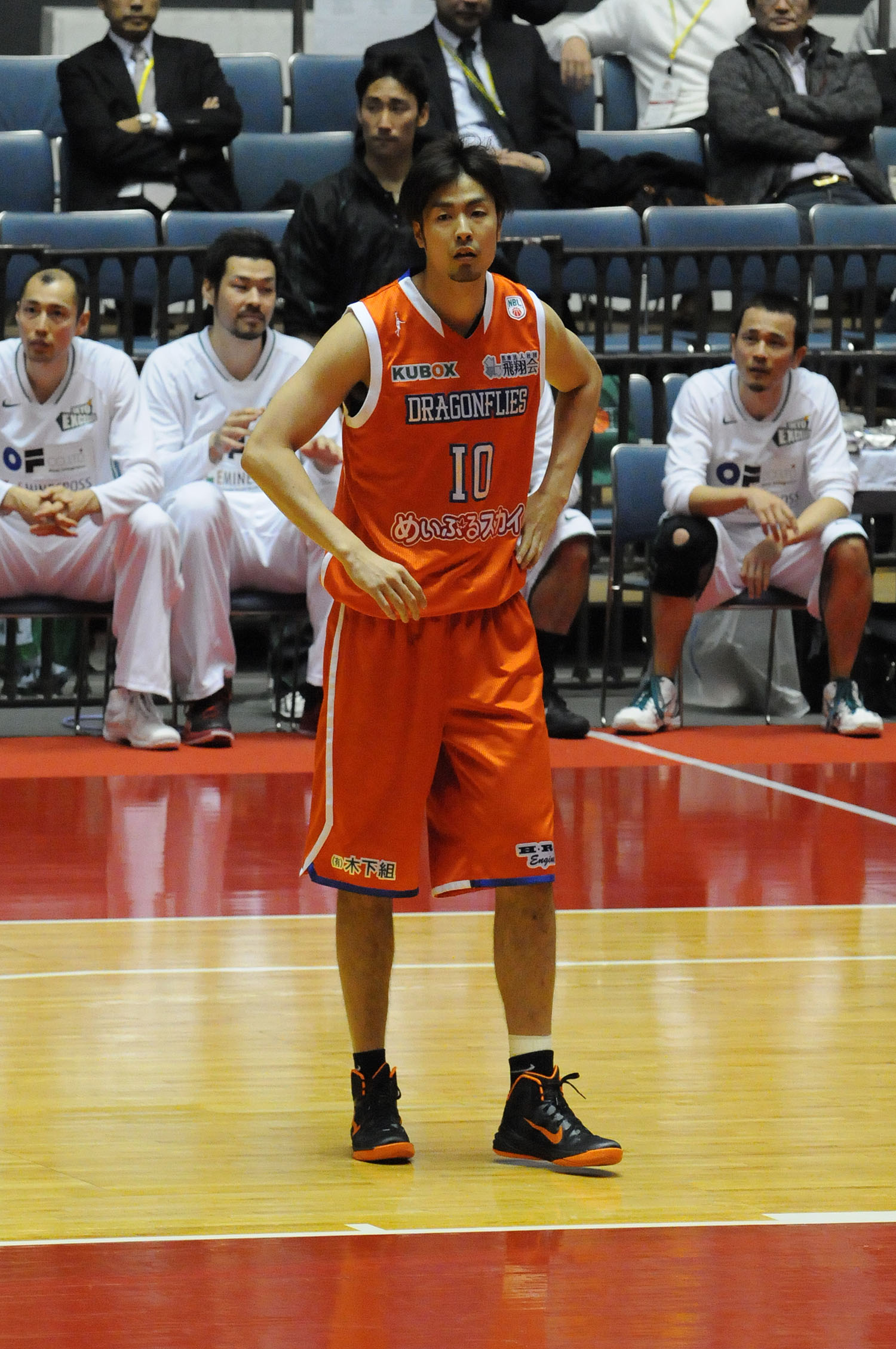
竹内公輔

創設期から数年の間のチーム編成はほぼ以下の方針がとられた。
1. 創設1年目は、将来を見据えて育成重視で大卒選手を多く獲得[27]。
2. 経験と実力を兼ね備えた選手の補強[27][40]。特に佐古HCおよび大野ACと過去に縁のありリーグ優勝経験のある選手たちが選ばれた。
3. 地元広島の選手を獲得。

1が北川弘・田中成也・坂田央ら、2が竹内公輔や平尾充庸・岡田優介や朝山正悟、3が仲摩匠平と岡崎修司にあたる。これに外国人選手と、その通訳を兼ねて栗野譲を編成に加えチームが作られていった。

#### 2014-15シーズン
シーズン途中に主力の怪我による離脱や主力と目されていたオマー・リードの不調からの途中退団など戦力が安定せず、2度の8連敗を記録し、勝率は4割を切ったが、ウエスタンカンファレンス3位でプレーオフに進出した（クォーターファイナル（1回戦）で栃木に2連敗して敗退）。全日本総合バスケットボール選手権大会（オールジャパン）では創立1年目にして準優勝を達成した。
1試合平均観客数は1,184人と目標値を下回った。

#### 2015-16シーズン
佐古体制の2シーズン目。カンファレンス制が無くなり、上位8チームが出場できるプレイオフ進出を目指したが、8位の千葉と5.0ゲーム差の9位に終わる。観客数も500人、600人のレベルで、今日ほどバスケ人気が定着していない当時、大企業の母体を持たないクラブ経営は総じて厳しかった。このシーズンから加入した朝山正悟は「ただ『スポーツ王国・広島』というところに目を向けると、すごく可能性のある地域と感じた」という。

### B.LEAGUE

#### 2016-17シーズン（B2西地区）
佐古体制の3シーズン目。今シーズンよりNBLとbjリーグが統合して誕生した新リーグ・Bリーグでは、チーム力ではなくクラブの経営体力などで、2部（B2）B2スタートを余儀なくされ、西地区に所属。シーズン60試合中46勝したが、西地区勝率1位の島根に5勝およばず、西地区2位となりワイルドカード（各地区1位を除いた最高勝率）で、プレイオフに進出。プレイオフはセミファイナル（初戦）で島根に敗れ、B1自動昇格を逃したが、3位決定戦で東地区1位の群馬を破り、B1・B2入れ替え戦に進出。入れ替え戦では横浜に挑んだが、53-74で敗れてB1昇格はならなかった。同シーズンをもって、佐古HCが退団。

#### 2017-18シーズン（B2西地区）
新HCに前京都HCのジェイミー・アンドリセビッチが就任。17試合消化時点で8勝9敗と成績が低迷したことを理由に、11月30日にアンドリセビッチを解任し、朝山正悟が選手兼任でHCに就任した。前シーズンより勝利数を13勝減らして西地区6チーム中3位となり、プレイオフを逃した。

#### 2018-19シーズン（B2西地区）
前横浜HCの尺野将太が新HCに就任。前任の朝山正悟は新たにアソシエイトコーチ（昨シーズン同様、選手兼任)、大浦祐斗が新ACに就任。
12月に運営会社がNOVAホールディングス傘下に入り、同社長の稲吉正樹が代表取締役オーナーに就任。経営危機を脱出し、有力選手が次々と加入した。開幕直後に8連勝と7連勝を記録したが、シーズン後半に失速して西地区6チーム中3位。

#### 2019-20シーズン（B2西地区）
前金沢HCの堀田剛司が新HC、前任の尺野将太はU15チームHC、前東京EXの田方慎哉が新AC、前任の大浦祐斗がU15チームACに就任した。コロナウイルスの影響で3月にシーズン打ち切りとなったが、一度も連敗することなく40勝7敗の成績で初の西地区優勝（リーグ全体順位2位）を達成。4月にB1ライセンスが交付され、翌シーズンからの念願のB1昇格が決定した。

#### 2020-21シーズン（B1西地区）
堀田体制の2季目。
開幕直後に5連敗、11月から1月にかけて17連敗を記録した後、さらに2度の8連敗を喫した。2月17日、成績不振（同日時点で5勝32敗）を理由に堀田HCを解任し、尺野将太が2018-19シーズン以来のHCに復帰した。なお、U15チームHCは、岡崎修司U15チームACが就任する。3月8日、所属選手のジャマリ・トレイラーが、大麻取締法違反（輸入）の容疑で逮捕されたことを受け、当日付けで契約解除となった。コロナ禍での無観客試合など再び苦難が訪れ、このシーズンにおける成績不振に加え、前日に起きた選手の不祥事も重なり、3月9日、浦伸嘉はGMを辞任し、代表取締役社長の職に専念することになった。3月10日、新GMに岡崎修司が就任。シーズンは9勝で勝率2割を切り、リーグ全体最下位となった。

#### 2021-22シーズン（B1西地区）
新HCにカイル・ミリングが就任。辻直人、青木保憲、ニック・メイヨらを補強した。29勝28敗とシーズン勝ち越しを達成し、西地区11チーム中6位となった。

#### 2022-23シーズン（B1西地区）
ミリング体制の2季目。ケリー・ブラックシアー・ジュニア、ドゥエイン・エバンス、上澤俊喜、中村拓人、三谷桂司朗らが新たに加入。シーズン途中（2023年2月）にはフィリピンリーグに所属する#11 カイ・ソットとの契約合意が発表された。
レギュラーシーズンは西地区4位で結果を終えるも、ワイルドカード下位でクラブ史上初となるBリーグチャンピオンシップ進出を果たし、全体順位1位の千葉ジェッツと対戦するも、1勝2敗でクォーターファイナルで敗退。

#### 2023-24シーズン（B1西地区）
ミリング体制の3季目。シーズン開幕前の2023年9月27日に、2015年からクラブの中心選手として活躍した朝山正悟が、2023-24シーズンを以て現役引退を発表した。引退セレモニーは2024年5月5日のホームゲーム・琉球戦後に開催された他、翌日となる5月6日には中国放送（RCCラジオ）のラジオ特別番組（2時間番組）として、『マリモ プレゼンツ 朝山正悟 20年の轍』が放送された。
また選手の移籍の動向については、辻直人が群馬に、佐土原遼がFE名古屋に移籍した。その一方で群馬から山崎稜などを獲得した。レギュラーシーズンは36勝24敗と西地区3位（全体7位）となり、ワイルドカード上位枠での、Bリーグ発足後では2年連続2度目となるBリーグチャンピオンシップ進出を果たした。
チャンピオンシップ・クォーターファイナルは、アウェー・豊橋での中地区優勝の三遠（全体2位）との対戦だったが、三遠相手に2連勝（2勝0敗）を決め、セミファイナル進出を決めた。セミファイナル（5月18日～5月20日）でも、アウェー・ドルアリ（名古屋）での西地区優勝の名古屋D（全体3位）との対戦だったが、名古屋D相手に2勝1敗で勝利し、クラブ史上初となるファイナル進出を決めた。ファイナルでは連覇を目指す西地区2位の琉球と対戦。第3戦までもつれる大接戦の末、2勝1敗で勝利し、年間チャンピオンのタイトルを獲得した。また、B2に所属した経験があるチームの優勝はリーグ史上初である。チャンピオンシップMVPには山崎稜が、日本生命ファイナル賞には中村拓人が選出された。
またこの日は、Jリーグ・サンフレッチェ広島のホームスタジアムであるエディオンピースウイング広島でファイナル第3戦のパブリックビューイングが開催された他、この日から始まったプロ野球のセ・パ交流戦では、マツダスタジアムで開催された広島東洋カープのホームゲーム（オリックス戦）では、スコアボードに各Q終了後の試合速報に加えて、試合終了後には広島ドラゴンフライズの初優勝をビジョンで伝えた。広島市は国内三つのプロスポーツリーグ（NPB・Jリーグ・Bリーグ）のチームが、いずれもトップリーグで優勝経験を持つ初の都市となった。広島は古くから、各種スポーツが盛んな「スポーツ王国」として知られるが、2000年に日本で初めて結成された異競技連携組織「トップス広島」の力も大きいと論じるマスメディアもあった。浦社長は「広島の地にあるプロスポーツクラブだったからこそ。それが大きかった。県民全体のスポーツへの愛情や、情熱や、叱咤激励も含めて」「試合に勝っても負けても広島の人たちの話題になるようなチームになりたい」等と話し、チャンピオンシップMVPの山崎稜も「カープやサンフレッチェに負けたくないという思いがあった。広島にもっとバスケを根付かせ、広げたい」と声を詰まらせた。

#### 2024-25シーズン（B1西地区）
開幕直後から河田チリジとドウェイン・エバンスが揃ってIL入りするなど怪我人が相次ぎ、苦しい戦いを強いられた。その期間はアイラ・ブラウンとワース・スミスを獲得して戦力の補充を行った。河田、エバンスともに11月29日にIL抹消によりチームに復帰。また、昨シーズンのBリーグ優勝に伴って参戦した東アジアスーパーリーグでは、マカオで行われたファイナル4に進出し、見事優勝を果たした。最終的に、レギュラーシーズンを28勝32敗の西地区5位(全体15位)で終え、2年連続2度目のBリーグ全体優勝と3年連続3度目のBリーグチャンピオンシップ出場を逃した。

## 成績

### 過去のリーグ戦

#### NBL
| 年度    | 回 | レギュラーシーズン | レギュラーシーズン | レギュラーシーズン | クォーター ファイナル | クォーター ファイナル | セミ ファイナル | セミ ファイナル | ファイナル | ファイナル | 最終結果 | HC       |
| 年度    | 回 | 勝                 | 敗                 | 順位               | 勝                    | 敗                    | 勝              | 敗              | 勝         | 敗         | 最終結果 | HC       |
| ------- | -- | ------------------ | ------------------ | ------------------ | --------------------- | --------------------- | --------------- | --------------- | ---------- | ---------- | -------- | -------- |
| 2014-15 | 2  | 21                 | 33                 | 西3位              | 0                     | 2                     | ---             | ---             | ---        | ---        | 5位      | 佐古賢一 |
| 2015-16 | 3  | 17                 | 38                 | 9位                | ---                   | ---                   | ---             | ---             | ---        | ---        | 9位      | 佐古賢一 |

### オールジャパン
| 年度 | 回 | 最終結果     | HC       |
| ---- | -- | ------------ | -------- |
| 2015 | 90 | 準優勝       | 佐古賢一 |
| 2016 | 91 | 準々決勝敗退 | 佐古賢一 |

### 記録

#### クラブタイトル
- B.LEAGUE : 1回（2023-24）
- 東アジアスーパーリーグ : 1回（2024-25）
- オールジャパン : 0回

#### 個人タイトル
オールジャパン
- ベスト5
  - 2015年 : 竹内公輔

## 選手とスタッフ

### 永久欠番
- 2：朝山正悟（2024年[70] - ）
ナショナル・バスケットボール・リーグ（NBL）時代の2015-16シーズンから広島でプレー。2019-20シーズンのB2西地区優勝や2023-24シーズンのB1初優勝など広島の躍進に貢献し続けた。それらの功績と築いたクラブの礎の証として、2024年7月19日、広島に加入したときから引退するまでの9年着用していた背番号「2」を永久欠番とした。

### 過去在籍選手・スタッフ
日本人選手
- 柳川龍之介:2014-2015[71][72]
- 栗野譲:2014-2016[73][74][75]
- 竹内公輔:2014-2016[73][76][77]
- 平尾充庸:2014-2016[78][79]
- 岡崎修司:2014-2018[71]
- 北川弘:2014-2018[71]
- 坂田央:2014-2018[71]
- 仲摩匠平:2014-2018[80][81][82]
- 田中成也:2014-2021[71]
- 岡田優介:2015[83][84]
- 鵤誠司:2015-2017[85][86]
- 朝山正悟:2015-2024[87]
- 小林大起:2016-2017[88]
- 山田大治:2016-2018[89]
- ハンター・コート:2017-2018
- 山田謙治:2018-2019
- 佐藤優樹:2018-2019
- 小澤智将:2018-2020
- 坂井レオ:2018-2020
- 岡本飛竜:2018-2021
- 山田安斗夢:2019-2020
- 谷口大智:2019-2021
- 古野拓巳:2019-2021
- 森山修斗:2019-2021
- 荒尾岳:2020-2021
- 田渡凌:2020-2021
- 柳川幹也:2020-2022
- 佐土原遼:2020-2023（2020-2021は特別指定）
- アイザイア・マーフィー:2020-2024
- 青木保憲:2021-2023途中
- 井手拓実:2021-2023
- 辻直人:2021-2023
- 船生誠也:2021-2024
- 久岡幸太郎:2023

外国人選手（帰化選手枠を含む）
- アメリカ合衆国 
  - オマー・リード:2014-2015[90][91]
  - クリント・チャップマン:2014-2015, 2017-2018途中[92][93]
  - ジェローン・メイモン:2015[94][95]
  - ハミン・クウェインタンス:2015-2016[96][97]
  - シャノン・ショーター[98][99]
  - コナー・ラマート:2016-2017[100]
  - キャメロン・リドリー:2016-2017[101]
  - ケビン・コッツァー:2017-2018
  - ウェンデル・ホワイト:2017-2018
  - カール・ランドリー:2018-2019
  - 坂本ジェイ:2018-2019
  - ジャマリ・トレイラー:2019-2021
  - トーマス・ケネディ:2019-2022
  - チャールズ・ジャクソン:2021-2022
  - ケリー・ブラックシアー・ジュニア:2022-2025
- セネガル 
  - ファイ・パプ・ムール:2014-2015[102][103]
  - アジーズ・エンダイ:2016-2017[104]
- リトアニア 
  - ドミニカス・ミルカ:2015[105][106]
- セントビンセント及びグレナディーン諸島 
  - ニカ・ウィリアムス:2015-2016[107][108]
- オーストラリア 
  - ダニエル・ディロン:2016-2017[109]
- ベネズエラ 
  - グレゴリー・エチェニケ:2019-2022
- フィリピン 
  - ジャスティン・バルタザール:2022
  - カイ・ソット:2023
- 南アフリカ共和国 
  - 河田チリジ:2023-2025
- ヘッドコーチ
  - 佐古賢一:2014-2017[110]
  - ジェイミー・アンドリセビッチ:2017
  - 朝山正悟:2017-2018（選手兼任）
  - 尺野将太:2018-2019
  - 堀田剛司:2019-2021途中
  - 尺野将太:2021
  - カイル・ミリング:2021-2024
- アシスタントコーチ
  - 大野篤史:2014-2016[111][112]
  - 根間洋一2016[113]
  - タナー・マセー:2017
  - 山田大治:2017-2018（選手兼任）
  - 加藤翔鷹:2021-2024
  - 西谷亮一:2022-2024